# Papieżyca
Papieżyca (Arcykapłanka) – karta tarota należąca do Wielkich Arkanów, oznaczana numerem 2 (II).
Inne nazwy: Kapłanka, Hierofantka, Junona, Czarownica, Kapłanka Srebrnej Gwiazdy.

## Wygląd
Karta przedstawia siedzącą na tronie starszą kobietę, ubraną w długą szatę i papieską koronę. Na kolanach Papieżyca trzyma otwartą książkę.
Identyfikowana z egipską boginią Izydą.

## Junona
W niektórych taliach karta ta podpisana jest jako Junona. Czasem wizerunek "tradycyjnej" Papieżycy jest zastąpiony całkowicie odmienną podobizną rzymskiej bogini Junony – opiekunki życia kobiet, w tym życia seksualnego i macierzyństwa. Jej atrybutem był  paw.

## Znaczenie
Karta ta jest kojarzona z uczuciem miłości do drugiego człowieka, a przede wszystkim ze zrozumieniem dla jego problemów. Oznacza też wrażliwość i intuicję, pójście za głosem serca. W położeniu odwrotnym karta symbolizuje obojętność na problemy innych, zarozumialstwo i poczucie wyższości. Karta Papieżycy symbolizuje także dziewictwo i spokój. Papieżyca w negatywnym aspekcie może przedstawiać kochankę lub zdradzającą swojego męża kobietę. Osoba pokazana kartą Papieżycy nigdy nie odkryje całej prawdy przed innymi, potrafi być nad wyraz romantyczna, nie lubi zmieniać zdania, a do celu może iść nawet po trupach. Jej osoba będzie owiana zawsze mgiełką jakiejś tajemnicy.

## Galeria
Papieżyca

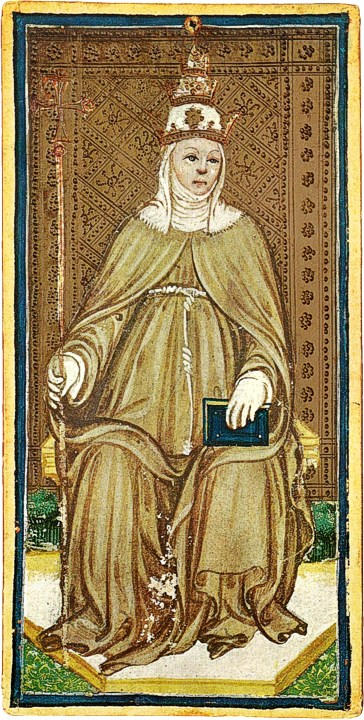
Papieżyca z talii tarota Viscontich-Sforzów ze zbiorów Pierpont Morgan-Bergamo (XV wiek / reprodukcja).
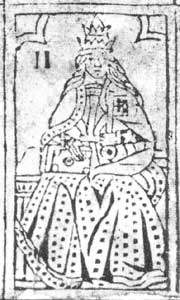
Papieżyca (XV lub XVI wiek).
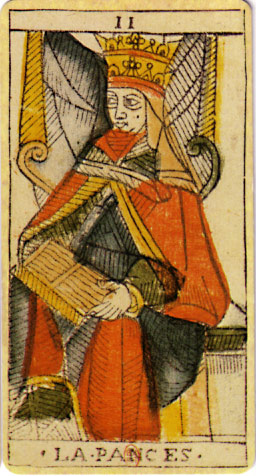
Papieżyca z talii tarota marsylskiego Jeana Dodala.
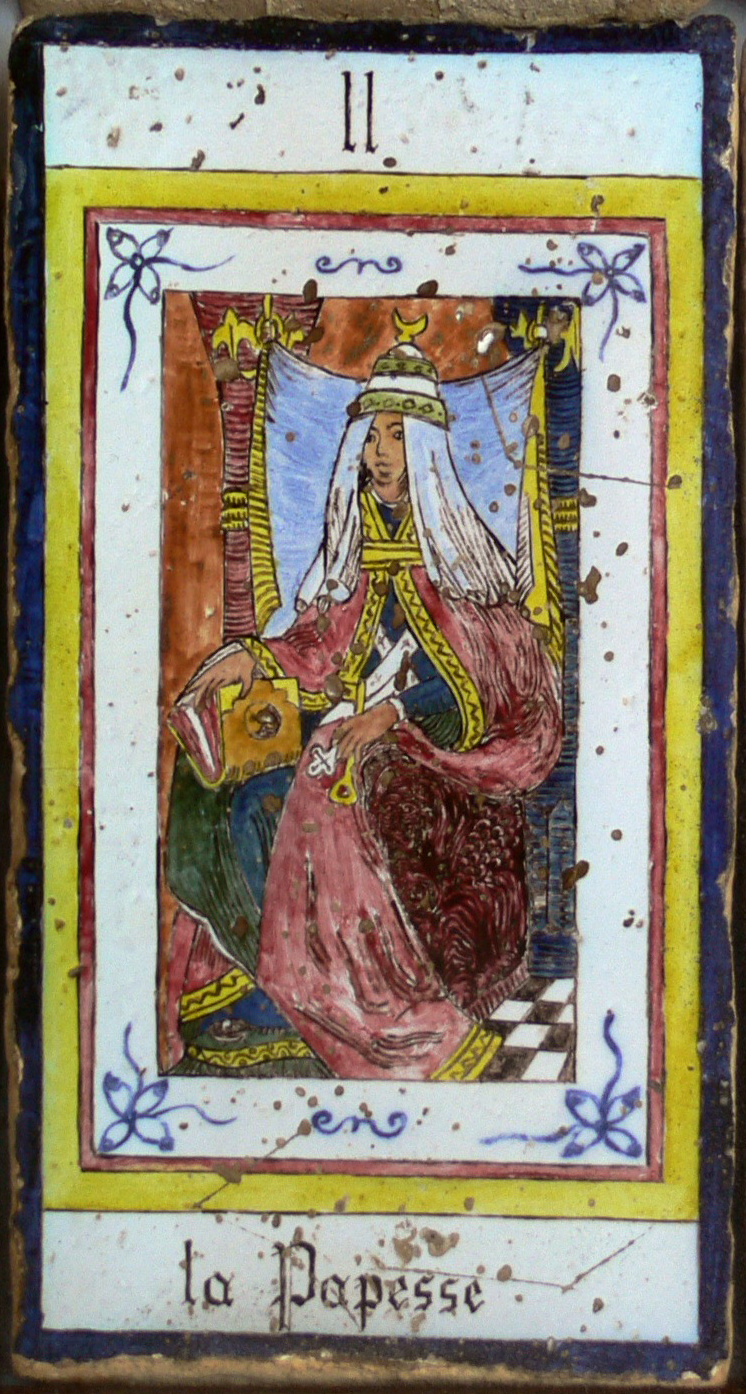
Papieżyca

Junona

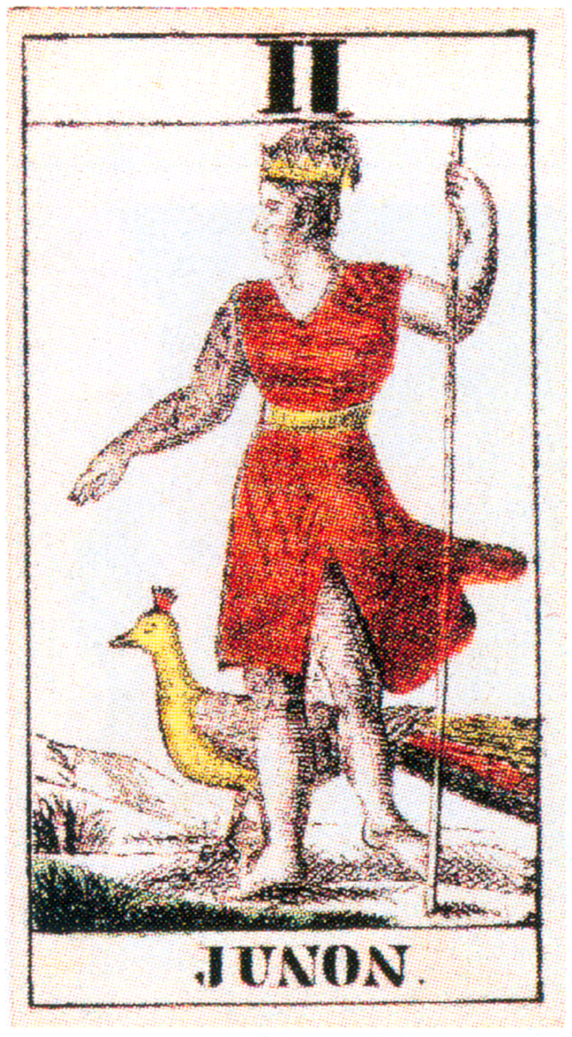
Junona z talii tarota 1JJ (tarot szwajcarski).
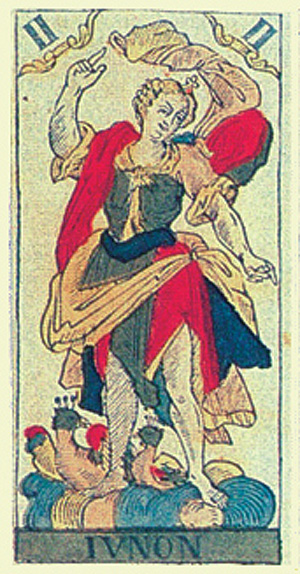
Junona z talii tarota de Besançon.
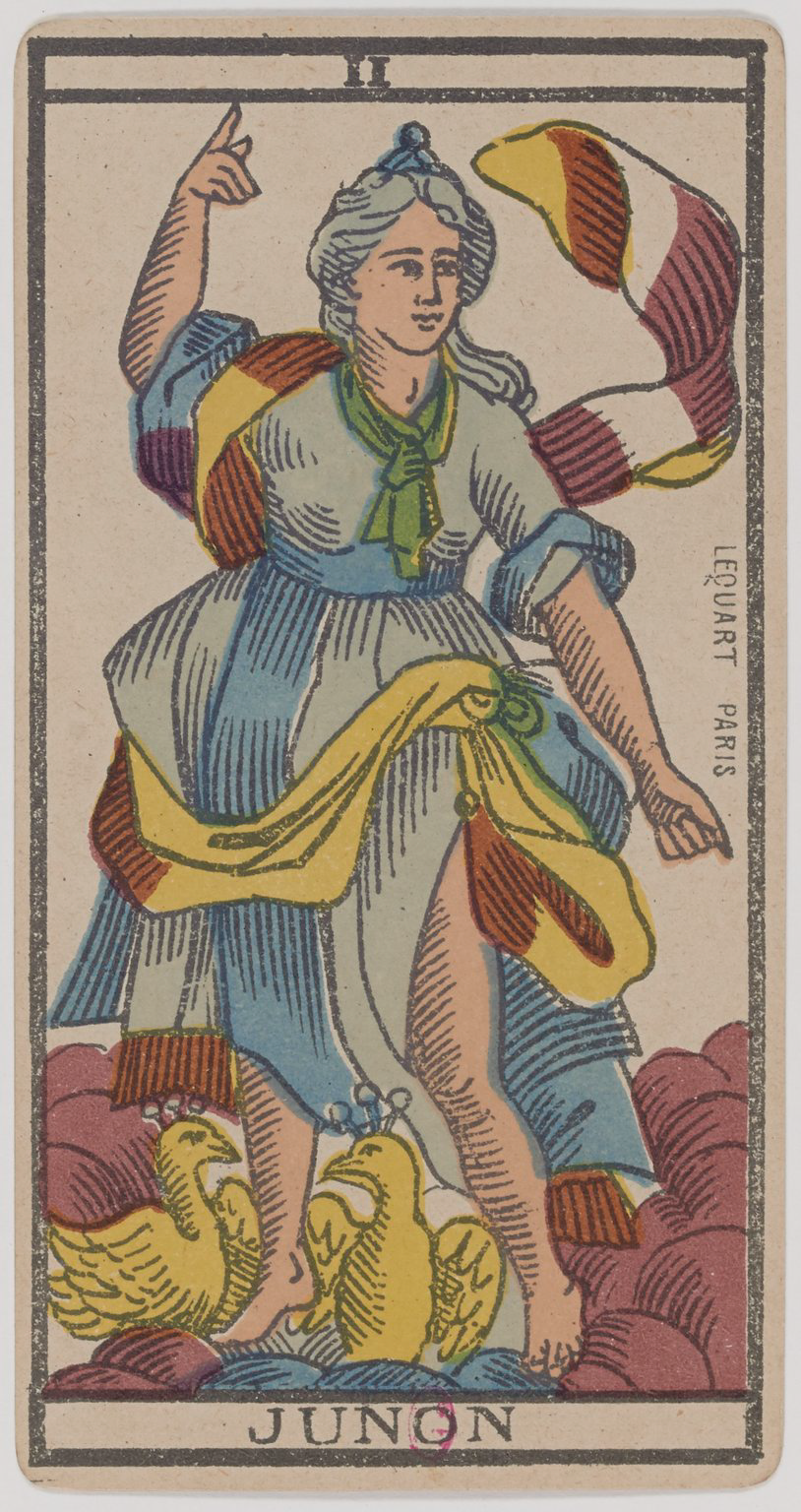
Junona